# Fagocyba cerricola
Fagocyba cerricola är en insektsart som beskrevs av Lauterer 1983. Fagocyba cerricola ingår i släktet Fagocyba och familjen dvärgstritar. Inga underarter finns listade i Catalogue of Life.